# Aú cortado
L'aú cortado (litt. "roue coupée / interrompue", en portugais) est un coup de pied écrasant de capoeira qui consiste à arrêter un aú et de pivoter sur la deuxième main d'appui avant de laisser la jambe opposée s'abattre sur l'adversaire. Cette technique est un peu comparable à l'aú chibata excepté qu'on commence le mouvement avec une vraie roue et que la jambe tombe en ligne droite.
C'est une technique principalement utilisée en Capoeira Angola pour frapper l'adversaire qui tenterait de s'introduire sous la roue.